# فالكو لومباردي
فالكو لومباردي (بالإنجليزية: Falco Lombardi ؛ باليابانية: ファルコ・ランバルディ، فاروكو رانبارودي) شخصية من لعبة فيديو من سلسلة ستار فوكس.

## الشخصية
فالكو لومباردي طيار محترف وصديق فوكس العزيز. سمي نسبة إلى فالكو الموسيقي النمساوي وكارلو لومباردي فنان المؤثرات الخاصة بهوليود.
يؤدي صوته هيساو إجاوا في النسخ اليابانية من سلسلة ألعاب ستار فوكس «الثعلب النجم». وفي النسخ الأمريكية كل من بل جونز في لعبة ستار فوكس 64، و بن كولوم في مغامرات ستار فوكس.
ضربته النهائية هي دبابة لاندماستر يشاركه فيها كل من فوكس ووولف.